# Moorgraben (Staersbach)
Der Moorgraben ist ein 1,6 km langer Bach in der Gemeinde Sauensiek im Landkreis Stade in Niedersachsen, der von rechts und Süden in den Staersbach mündet.

## Verlauf
Der Moorgraben beginnt als Oberflächenwasser sammelnder Wiesengraben, südlich von Löhe. Er unterquert die Kreisstraße 41 in nördlicher Richtung, weiter erkennbar begradigt, durch Acker und mündet von rechts und Süden in den Staersbach.

## Befahrungsregeln
Wegen intensiver Nutzung der Este durch Freizeitsport und Kanuverleiher erließ der Landkreis Harburg 2002 eine Verordnung unter anderem für die Este, ihre Nebengewässer und der zugehörigen Uferbereiche, die den Lebensraum von Pflanzen und Tieren schützen soll. Seitdem ist das Befahren und Betreten der Moorgraben ganzjährig verboten.